# Dacia Unirea Brăila în sezonul 2004-2005
Sezonul 2004-2005  reprezintă al patrulea sezon în Liga a II-a pentru Dacia Unirea Brăila după doi petrecuți în Liga a III-a. În acest sezon Dacia Unirea Brăila participă în Cupa României cu Dinamo București scor 1-0 în prima manșă iar în a doua manșă cu scorul de 2-0, a întâlnit apoi și pe Rapid București cu care a obținut scorul de 1-0, apoi și cu Apulum Alba-Iulia pe care o bate cu scorul de 0-2. Dacia Unirea Brăila oricum a fost eliminată după meciurile cu Dinamo București din cupă. De reamintit cele două formații din meciul de cupă cu Dinamo București pierdut cu scorul 0-2: pentru Dacia Unirea Brăila au jucat Iulian Olteanu, Iulian Călin, Tudorel Pelin, Cosmin Gheorghiță, Ginel Rădulescu, Mihalache Basalâc, Laurențiu Ivan, Dumitru Horovei, Marius Matei, Daniel Pleșa, Nicolae Ciocea, Romeo Buteseacă, Cristian Dicu. S-au efectuat schimbări fiind schimbați: Ginel Rădulescu cu Mihalache Basalâc și Dumitru Horovei cu Marius Matei, nu au fost utilizați următorii jucători: Marian Bodea, Claudiu Stan, Victor Olenic și Viorel Tănase. Antrenor Mihai Ciobanu, pentru Dinamo București au jucat Bogdan Stelea, George Galamaz, Angelo Alistar, Cristian Ciobotariu, Florentin Petre, Andrei Mărgăritescu, Iulian Tameș, Ionuț Badea, Ștefan Grigorie, Alexandru Bălțoi, Dorin Semeghin, Ionel Dănciulescu, Claudiu Niculescu, Claudiu Drăgan. s-au efectuat schimbări fiind schimbați: Iulian Tameș cu Ionuț Badea și Ștefan Grigorie cu Alexandru Bălțoi și Claudiu Niculescu cu Claudiu Drăgan, nu au fost utilizați următorii jucători: Vladimir Gaev, Ovidiu Burcă, Cristian Irimia și Alexandru Păcurar. Antrenor Ioan Andone, spectatori au fost în jur de 25.000, meciul a fost arbitrat de Cristian Balaj ajutat de asistenții Dr. Iliescu și D.Megheșan. Avertizați cu cartonașe galbene sau roșii respectiv Tudorel Pelin, Laurențiu Ivan, Iulian Călin cât și Andrei Margăritescu dar și Florentin Petre. Ambele formații au folosit formația 3-5-2, au marcat Ionel Dănciulescu și Florentin Petre.         

## Echipă
| Nr. |         | Poziție | Jucător           |
| --- | ------- | ------- | ----------------- |
| 12  | România | P       | Iulian Olteanu    |
| 1   | România | P       | Marian Bodea      |
| 16  | România | F       | Iulian Călin      |
| 5   | România | F       | Tudorel Pelin     |
| 13  | România | F       | Cosmin Gheorghiță |
| 23  | România | F       | Victor Olenic     |
| 6   | România | F       | Laurențiu Ivan    |
| 21  | România | F       | Ginel Rădulescu   |
| -   | România | M       | Dan Apostol       |
| 14  | România | M       | Dumitru Horovei   |
| 7   | România | M       | Daniel Pleșa      |
| 10  | România | M       | Cristian Dicu     |
| 4   | România | M       | Claudiu Stan      |
| -   | România | M       | Valentin Stan     |
| -   | România | M       | Paul Bogdan       |
| -   | România | M       | George Dorobanțu  |
| -   | România | M       | Giani Gorga       |
| 22  | România | M       | Viorel Tănase     |
| 20  | România | A       | Nicolae Ciocea    |
| 9   | România | A       | Romeo Buteseacă   |
| 18  | România | A       | Marius Matei      |
| 17  | România | A       | Mihalache Basalâc |
| -   | România | A       | Claudiu Bogoș     |

## Transferuri

### Sosiri
| Post | Jucător          | De la echipa                  | Sumă de transfer  | Dată |  | ---- |
| ---- | ---------------- | ----------------------------- | ----------------- | ---- |  | ---- |
| A    | Marius Matei     | Dunărea Galați                | liber de contract | -    |  |      |
| A    | Romeo Buteseacă  | Dunărea Galați                | liber de contract | -    |  |      |
| M    | Dan Apostol      | Școala de fotbal Gică Popescu | liber de contract | -    |  |      |
| M    | Valentin Stan    | Dunărea Galați                | liber de contract | -    |  |      |
| M    | Dumitru Horovei  | Dunărea Galați                | liber de contract | -    |  |      |
| M    | George Dorobanțu | Gloria Buzău                  | liber de contract | -    |  |      |
| M    | Giani Gorga      | Unirea Focșani                | liber de contract | -    |  |      |
| P    | Iulian Olteanu   | Dunărea Galați                | liber de contract | -    |  |      |

### Plecări
| Post | Jucător            | De la echipa          | Sumă de transfer  | Dată |  | ---- |
| ---- | ------------------ | --------------------- | ----------------- | ---- |  | ---- |
| M    | Cristian Dicu      | Kayrat Almaty         | liber de contract | -    |  |      |
| M    | Victor Crângureanu | Politehnica Timișoara | liber de contract | -    |  |      |
| M    | Bănel Nicoliță     | Politehnica Timișoara | liber de contract | -    |  |      |
| P    | Viorel Mirică      | Dunărea Galați        | liber de contract | -    |  |      |

## Seria II

### Rezultate
| Victorii | Egaluri | Înfrângeri | Cea mai mare victorie | Cea mai mare înfrangere |

### Sezon intern
| 1  | Dacia Unirea Brăila   | Unirea Focșani        | Buteseacă 19, Bogoș 44, Dicu 64                                                                        | 3-0 |
| 2  | Petrolul Moinești     | Dacia Unirea Brăila   | | 0-0 |
| 3  | Dacia Unirea Brăila   | Laminorul Roman       | M. Matei 62,70, Ciurlea 8                                                                              | 2-1 |
| 4  | FC Botoșani           | Dacia Unirea Brăila   | Gherine 89                                                                                             | 1-0 |
| 5  | Dacia Unirea Brăila   | Dunărea Galați        | Buteseacă 10,43,51, Dicu 12,30, Călin 21, Pleșa 45, P. Bogdan 54, Basalâc 90 p, V. Ion 36, Șotrocan 58 | 9-2 |
| 6  | Altay Constanța       | Dacia Unirea Brăila   | A. Ioniță 38, V. Roman 90, Buteseacă 64,78                                                             | 2-2 |
| 7  | FC Ghimbav 2000       | Dacia Unirea Brăila   | | 0-0 |
| 8  | Dacia Unirea Brăila   | Callatis Mangalia     | Buteseacă 24, Dicu 51, Pleșa 81                                                                        | 3-0 |
| 9  | Politehnica Timișoara | Dacia Unirea Brăila   | Ciortan 75                                                                                             | 1-0 |
| 10 | Dacia Unirea Brăila   | FC Vaslui             | | 0-0 |
| 11 | Gloria Buzău          | Dacia Unirea Brăila   | | 0-0 |
| 12 | Dacia Unirea Brăila   | AS Midia Năvodari     | | 1-0 |
| 13 | FCM Târgoviște        | Dacia Unirea Brăila   | Țermure 16, A. Petrei 42, Dobre 90, Horovei 9                                                          | 3-1 |
| 14 | Dacia Unirea Brăila   | Ceahlăul Piatra Neamț | Dicu 6, Nohai 81, Forminte 90 p                                                                        | 1-2 |
| 15 | Precizia Săcele       | Dacia Unirea Brăila   | Pleșa 29                                                                                               | 0-1 |
| 16 | Unirea Focșani        | Dacia Unirea Brăila   | I. Călin 81                                                                                            | 0-1 |
| 17 | Dacia Unirea Brăila   | Petrolul Moinești     | Gorga 44, Buteseacă 87, Ad. Câmpeanu 31                                                                | 2-1 |
| 18 | Laminorul Roman       | Dacia Unirea Brăila   | Cozma 59, Pleșa 6, Gorga 38                                                                            | 1-2 |
| 19 | Dacia Unirea Brăila   | FC Botoșani           | Horovei 70                                                                                             | 1-0 |
| 20 | Dunărea Galați        | Dacia Unirea Brăila   | Popliacă 16                                                                                            | 1-0 |
| 21 | Dacia Unirea Brăila   | Altay Constanța       | | 0-0 |
| 22 | Dacia Unirea Brăila   | FC Ghimbav 2000       | Gorga 2, 62, Buteseacă 15, Pleșa 20 p, Dorobanțu 70                                                    | 5-0 |
| 23 | Callatis Mangalia     | Dacia Unirea Brăila   | | 0-0 |
| 24 | Dacia Unirea Brăila   | Politehnica Timișoara | I. Călin 37, Horovei 83                                                                                | 2-0 |
| 25 | FC Vaslui             | Dacia Unirea Brăila   | Fl. Croitoru 6, Török 44, Gorga 64                                                                     | 2-1 |
| 26 | Dacia Unirea Brăila   | Gloria Buzău          | Muțiu 7                                                                                                | 0-1 |
| 27 | AS Midia Năvodari     | Dacia Unirea Brăila   | L. Ștefan 34, M. Matei 90 p                                                                            | 1-1 |
| 28 | Dacia Unirea Brăila   | FCM Târgoviște        | M. Matei 21, 32, 43, Gorga 65                                                                          | 4-0 |
| 29 | Ceahlăul Piatra Neamț | Dacia Unirea Brăila   | Botez 60                                                                                               | 1-0 |
| 30 | Dacia Unirea Brăila   | Precizia Săcele       | M. Matei 19                                                                                            | 1-0 |

Clasamentul după 30 de etape se prezintă astfel: